# Godefroy d'Aerschot
Pour les articles homonymes, voir Aerschot (homonymie).

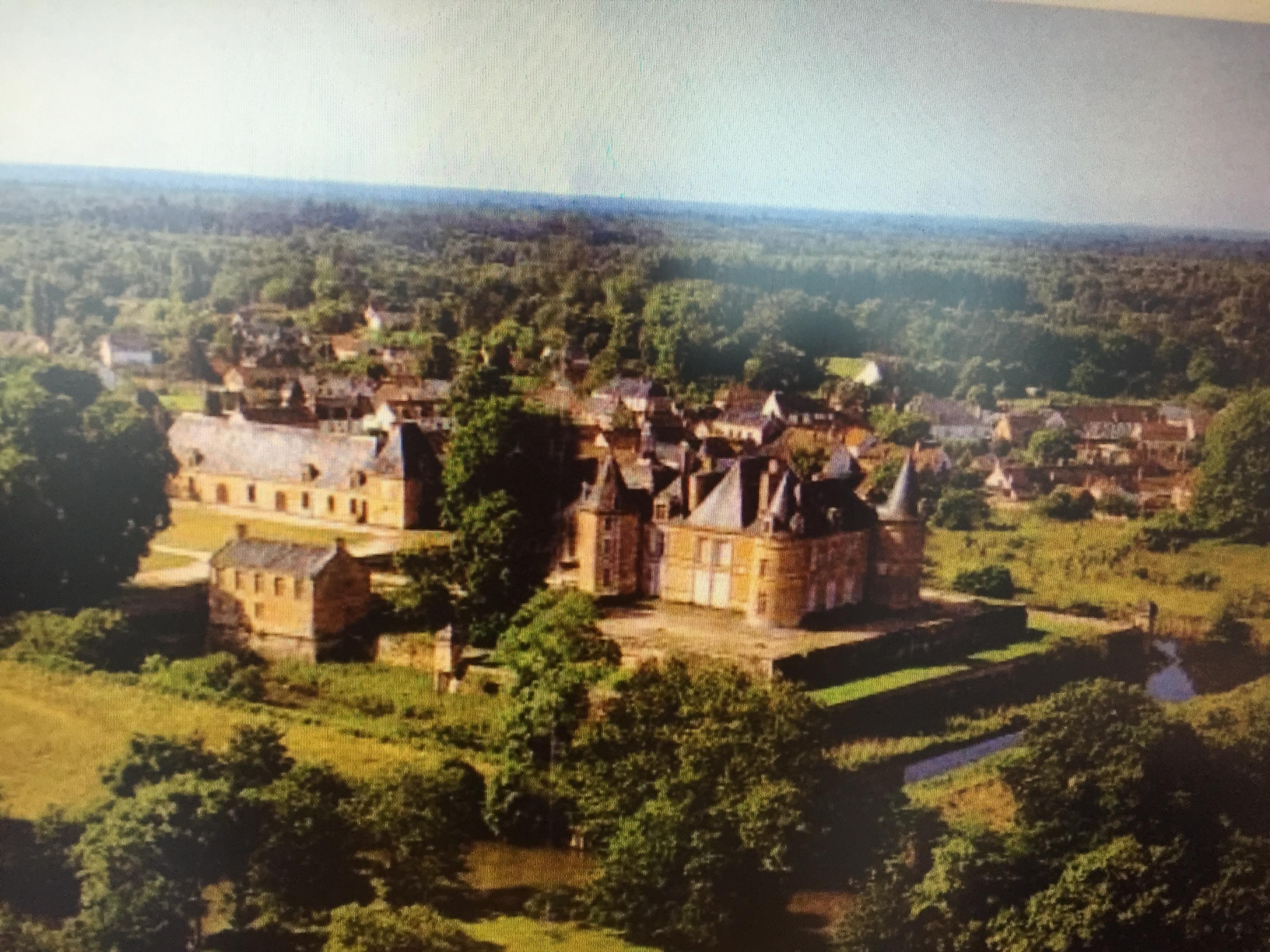
Le château de La Ferté-Imbault, ancienne forteresse des seigneurs de Vierzon, propriété de Godefroy de Brabant, construite sur une motte artificielle, et remaniée aux pour devenir une résidence de plaisance.

Godefroy d'Aerschot ou Godefroy de Brabant, né après 1253 et mort à Courtrai le 11 juillet 1302, fils du duc de Brabant Henri III, est seigneur de Vierzon et de La Ferté-Imbault de 1277 à 1302 et seigneur d'Aerschot de 1284 à 1302. 
Au service des ducs de Brabant Jean Ier (son frère), puis Jean II (son neveu), il se met au service du roi de France lors de l'insurrection du comté de Flandre en 1302. Les Flamands sortent vainqueurs de la bataille livrée à Courtrai, au cours de laquelle Godefroy est tué, ainsi que son fils aîné Jean.

## Biographie

### Origines familiales et formation
Il est le fils du duc de Brabant Henri III (1231-1261) et d'Adélaïde de Bourgogne (1233-1273). 

### Carrière
Godefroy se montre aussi habile guerrier et politique que son frère[réf. nécessaire] le duc Jean Ier (1253-1294), qu'il seconde dans la plupart de ses entreprises. 
Le 29 octobre 1284, son frère lui accorde en apanage la seigneurie d'Aerschot (localité située à 20 km au nord-est de Bruxelles). 
Godefroy se distingue aux côtés de son frère à la bataille de Worringen en 1288, au cours de la guerre de Succession du Limbourg. C'est lui qui capture Renaud Ier de Gueldre.
En 1292, il intervient dans le conflit entre le roi de France Charles VI et les comtes de Flandre et de Hainaut (fief du Saint-Empire), réussissant à leur faire conclure la paix. 
À la mort de son frère, des troubles menacent d'éclater au Brabant. Godefroy soutient son neveu Jean II contre les insurgés. Par la suite, il reste au service de son neveu, et conclut des paix avec les voisins du Brabant[pas clair].
En 1302, les habitants du comté de Flandre se révoltent contre Philippe le Bel. Godefroy et son fils rejoignent l'armée française pour combattre les Flamands. La bataille de Courtrai est une victoire flamande, et père et fils furent tués pendant les combats. Ses biens furent partagés entre ses quatre filles.

### Mariage (1277) et descendance
En 1277, il épouse Jeanne Isabeau, dame de Vierzon (morte avant 1296), fille d'Hervé III, seigneur de Vierzon, et de Jeanne de Brenne (Mézières) et de Rochecorbon, dont naissent :
- Jean (1281-† en 1302 à Courtrai comme son père), sans postérité de Marie de Mortagne ;
- Marie, dame de Vierzon (morte en 1330), mariée à Walram (mort en 1297), comte de Juliers, puis à Robert de Beaumont, seigneur de Povance : Sans postérité survivante ;
- Élisabeth/Isabelle (morte en 1350), dame de Vierzon après sa sœur Marie, mariée en 1304 à Gérard V (mort en 1328), comte de Juliers ;
- Alix (morte en 1315), dame de La Ferté-Imbault, de Mézières et d'Aerschot, mariée en 1302 à Jean III (mort en 1329), seigneur d'Harcourt ;
- Blanche (morte en 1329), dame de Rochecorbon et de Mennetou, mariée à Jean Berthout (mort en 1304), avoué et seigneur de Malines, puis à 1307 Jean Ier (mort en 1332), vicomte de Thouars ;
- Marguerite, nonne à l'abbaye de Longchamp près de Paris (morte après 1318) ;
- Jeanne, nonne au même endroit (morte après 1318).